# كارلتون غراي
كارلتون غراي (بالإنجليزية: Carlton Gray)‏ هو لاعب كرة قدم أمريكية أمريكي، ولد في 26 يونيو 1971 في سينسيناتي في الولايات المتحدة.

## وصلات خارجية
- كارلتون غراي على موقع مرجع كرة القدم المحترفة.كوم (الإنجليزية)